# Spicantopsis
Spicantopsis, rod paprati iz porodice rebračevki (Blechnaceae) rasprostranjen po Istočnoj Aziji (Ruski daleki istok, Japan, Ryukyu, Tajvan. Pripadaju mu tri vrste. Opisan je 1933.

## Vrste
1. Spicantopsis amabilis Nakai
2. Spicantopsis hancockii (Hance) Masam.
3. Spicantopsis niponica (Kunze) Nakai